# موتور حيدر
موتور حيدر (بالإنجليزية: Mowtowr-e Heydar)‏ هي منطقة سكنية تقع في سيستان وبلوتشستان في إيران. يقدر عدد سكانها بـ 107 نسمة .